# 날씨이야기
날씨이야기는 KBS 1라디오, KBS 2라디오, KBS 3라디오에서 방송했던 날씨 상식 프로그램이다.

## 역사
2001년 10월 15일에 첫방송을 시작했으며, 원래는 KBS 1라디오에서 방송했으나, 2002년 10월 21일부터 KBS 2라디오로 채널을 이관했다가, 2003년 6월 8일부터 KBS 3라디오로 채널을 이관하여 방송했으나, 2004년 10월 17일 방송을 마지막으로 3년만에 폐지되었다.

## 역대 방송시간
| 방송 채널   | 방송 기간                           | 방송 시간                           |
| ----------- | ----------------------------------- | ----------------------------------- |
| KBS 1라디오 | 2001년 10월 15일 ~ 2002년 10월 19일 | 월~토요일 밤 8:05 ~ 밤 8:10         |
| KBS 2라디오 | 2002년 10월 21일 ~ 2003년 5월 31일  | 월~토요일 밤 8:05 ~ 밤 8:10         |
| KBS 3라디오 | 2003년 6월 8일 ~ 2004년 10월 17일   | 매주 일요일 오전 10:50 ~ 오전 11:00 |

## 역대 진행자

### KBS 1라디오
- 2001년 10월 15일 ~ 2002년 10월 19일 : 한우경

### KBS 2라디오
- 2002년 10월 21일 ~ 2003년 5월 31일 : 한우경

### KBS 3라디오
- 2003년 6월 8일 ~ 2003년 10월 19일 : 한우경
- 2003년 10월 26일 ~ 2004년 10월 17일 : 한연수